# Метт Бредлі
Метт Бредлі (англ. Matt Bradley; нар. 13 червня 1978, Стітсвілл) — канадський хокеїст, що грав на позиції крайнього нападника.
Провів понад 700 матчів у Національній хокейній лізі.

## Ігрова кар'єра
Уродженець передмістя Оттави Стітсвілл Метт дебютував у юнацький команді «Оттава AAA». Наступний сезон Бредлі провів у складі «Камберленд Градс».
1996 року був обраний на драфті НХЛ під 102-м загальним номером командою «Сан-Хосе Шаркс». З 1996 по 1998 захищав кольори «Кінгстон Фронтенакс», а згодом «Кентуккі Торафблейдс».
З 2000 по 2011 Метт захищав кольори «Сан-Хосе Шаркс», «Піттсбург Пінгвінс» та «Вашингтон Кепіталс». Під час локауту сезону 2004–05 за австрійський клуб ХК «Дорнбірн». За час виступів у складі «Кепіталс» з 2003 по 2008 був одним із лідерів команди за системою плюс/мінус. 27 травня 2008 уклав найбільший контракт за свою ігрову кар'єру з «столичними» на один мільйон доларів.
3 липня 2011 уклав угоду з клубом НХЛ Флорида Пантерс. Під час локауту сезону 2012–13 зіграв одну гру за фінську команду ТуТо після чого завершив ігрову кар'єру та повернувся на батьківщину.
У складі молодіжної збірної Канади учасник чемпіонату світу 1998.

## Досягнення
- Вільям Генлі трофі — 1998.

## Статистика

### Клубні виступи
| Сезон        | Клуб                   | Ліга          | Регулярний сезон | Регулярний сезон | Регулярний сезон | Регулярний сезон | Регулярний сезон | Плей-оф | Плей-оф | Плей-оф | Плей-оф | Плей-оф |
| Сезон        | Клуб                   | Ліга          | І                | Г                | П                | О                | ШХ               | І       | Г       | П       | О       | ШХ      |
| ------------ | ---------------------- | ------------- | ---------------- | ---------------- | ---------------- | ---------------- | ---------------- | ------- | ------- | ------- | ------- | ------- |
| 1993–94      | Оттава AAA             | Захід Онтаріо | 32               | 26               | 22               | 48               | 46               | —       | —       | —       | —       | —       |
| 1994–95      | «Камберленд Градс»     | ЦКХЛ          | 41               | 13               | 22               | 35               | 62               | —       | —       | —       | —       | —       |
| 1995–96      | «Кінгстон Фронтенакс»  | ОХЛ           | 55               | 10               | 14               | 24               | 17               | 6       | 0       | 1       | 1       | 6       |
| 1996–97      | «Кінгстон Фронтенакс»  | ОХЛ           | 65               | 24               | 24               | 48               | 41               | 5       | 0       | 4       | 4       | 2       |
| 1996–97      | «Кентуккі Торафблейдс» | АХЛ           | 1                | 0                | 1                | 1                | 0                | —       | —       | —       | —       | —       |
| 1997–98      | «Кінгстон Фронтенакс»  | ОХЛ           | 55               | 33               | 50               | 83               | 24               | 8       | 3       | 4       | 7       | 7       |
| 1998–99      | «Кентуккі Торафблейдс» | АХЛ           | 79               | 23               | 20               | 43               | 57               | 10      | 1       | 4       | 5       | 4       |
| 1999–2000    | «Кентуккі Торафблейдс» | АХЛ           | 80               | 22               | 19               | 41               | 81               | 9       | 6       | 3       | 9       | 9       |
| 2000–01      | «Кентуккі Торафблейдс» | АХЛ           | 22               | 5                | 8                | 13               | 16               | 1       | 1       | 0       | 1       | 5       |
| 2000–01      | «Сан-Хосе Шаркс»       | НХЛ           | 21               | 1                | 1                | 2                | 19               | —       | —       | —       | —       | —       |
| 2001–02      | «Сан-Хосе Шаркс»       | НХЛ           | 54               | 9                | 13               | 22               | 43               | 10      | 0       | 0       | 0       | 0       |
| 2002–03      | «Сан-Хосе Шаркс»       | НХЛ           | 46               | 2                | 3                | 5                | 37               | —       | —       | —       | —       | —       |
| 2003–04      | «Піттсбург Пінгвінс»   | НХЛ           | 82               | 7                | 9                | 16               | 65               | —       | —       | —       | —       | —       |
| 2004–05      | «Дорнбірн»             | Австрія-2     | 6                | 5                | 2                | 7                | 18               | —       | —       | —       | —       | —       |
| 2005–06      | «Вашингтон Кепіталс»   | НХЛ           | 74               | 7                | 12               | 19               | 72               | —       | —       | —       | —       | —       |
| 2006–07      | «Вашингтон Кепіталс»   | НХЛ           | 57               | 4                | 9                | 13               | 47               | —       | —       | —       | —       | —       |
| 2007–08      | «Вашингтон Кепіталс»   | НХЛ           | 77               | 7                | 11               | 18               | 74               | 7       | 0       | 2       | 2       | 2       |
| 2008–09      | «Вашингтон Кепіталс»   | НХЛ           | 81               | 5                | 6                | 11               | 59               | 14      | 2       | 4       | 6       | 0       |
| 2009–10      | «Вашингтон Кепіталс»   | НХЛ           | 77               | 10               | 14               | 24               | 47               | 7       | 1       | 2       | 3       | 2       |
| 2010–11      | «Вашингтон Кепіталс»   | НХЛ           | 61               | 4                | 7                | 11               | 68               | 9       | 0       | 0       | 0       | 4       |
| 2011–12      | «Флорида Пантерс»      | НХЛ           | 45               | 3                | 5                | 8                | 31               | —       | —       | —       | —       | —       |
| 2012–13      | ТуТо Турку             | Местіс        | 1                | 0                | 1                | 1                | 0                | —       | —       | —       | —       | —       |
| Усього в НХЛ | Усього в НХЛ           | Усього в НХЛ  | 675              | 59               | 90               | 149              | 562              | 47      | 3       | 8       | 11      | 8       |

### Збірна
| Рік              | Команда          | Турнір           | Місце            | І | Г | П | О | ШХ |
| ---------------- | ---------------- | ---------------- | ---------------- | - | - | - | - | -- |
| 1998             | Канада           | МЧС              | 8-е              | 7 | 1 | 1 | 2 | 4  |
| Молодіжна збірна | Молодіжна збірна | Молодіжна збірна | Молодіжна збірна | 7 | 1 | 1 | 2 | 4  |